# ジェフ・マクフェトリッジ
ジェフ・マクフェトリッジ（Geoff McFetridge、1971年 - ）は、カナダ出身のアートデザイナー、グラフィックデザイナー、イラストレーター。ロサンゼルス在住。

## 実績
- 映画「ヴァージン・スーサイズ」のビジュアルイメージ制作（1999年）[2]
- ジェフ・マクフェトリッジ作品展「A WAY OF LIFE」パルコギャラリー（渋谷パルコ、2001年6月29日 - 7月30日）[3]
- ドキュメント映画「ビューティフル・ルーザーズ（英語版）」に参加（2008年）
- 映画「かいじゅうたちのいるところ」のグラフィックデザイン（2009年）
- 「My Head Disappears When My Hands Are Thinking Geoff McFetridge & Heath Ceramics」Playmountain（千駄ヶ谷、2013年2月2日 - 2月17日）[4]
- 映画「her/世界でひとつの彼女」のグラフィックデザイン（2013年）[5]
- Apple Watchの「アーティスト」文字盤（watchOS 7、2020年）[6][7]

## トートバッグ騒動
2015年8月、日本の大手ビール会社の景品として提示された佐野研二郎デザインのトートバッグ30種類のうち、著作権に問題があると見られるものが複数見つかった問題で、ジェフ・マクフェトリッジが3年前に発表した泳ぐ女性のイラストに似た画像も使われていることが判明した。ジェフは取材に対し佐野のデザインが自分の作品に「とても似ている」としながらも法的手段をとる考えはないことを明らかにした。このデザインのトートバッグは他のいくつかのデザインのものとともに景品から取り下げられた。

## 著書
- Geoff McFetridge (Gasbook (03))（英語） 2003年4月 ISBN 978-4860831837
- GEOFF McFETRIDGE (Gasbook) （英語） 2004年9月 ISBN 978-4861001383
- Bohemian Modern（英語） 2006年5月 ISBN 978-0060792152
- Geoff Mcfetridge（英語） 2007年7月 ISBN 978-3905714272
- Recent Work（英語） 2009年12月 ISBN 978-3905714746